# 田崎俊作
田﨑 俊作（たさき しゅんさく、1929年2月18日 - 2011年4月26日）は、株式会社TASAKI創業者。日本真珠振興会会長、神戸ファッション協会会長などを務めた。長崎県出身。

## 人物
家業は真珠養殖業。海軍兵学校（77期）在学中に敗戦。
1956年に田崎真珠商会（後の株式会社TASAKI）を設立し、1970年代に真珠の量産に成功した。真珠の養殖・加工・販売を自社で行い、国内真珠最大手の会社に育てた。1975年には、重度身体障害者の自立のため、長崎県大村市に社会福祉法人大村パールハイムを設立した。
2011年4月26日、多臓器不全のため神戸市東灘区の病院で死去。82歳没。

## 学歴
- 長崎県立大村中学校（現長崎県立大村高等学校）卒業。

- 海軍兵学校（77期）修了。
- 長崎経済専門学校（現長崎大学経済学部）卒業。

## 職歴
- 1950年 - 鄭旺真珠有限公司（神戸市）入社。
- 1956年 - 田崎真珠商会（後の株式会社TASAKI）設立。
- 1985年 - 同社を大阪証券取引所二部に上場。
- 1993年 - 同社を東京証券取引所一部に上場。

## 著書
- 『ゴーイング・マイ・ウェイ 真珠と共に歩んだ74年』財界研究所, 2003